# 加尼特 (蒙大拿州)
加尼特（英語：Garnet）是位於美國蒙大拿州格拉尼特縣的鬼鎮。

## 歷史
加尼特的郵局於1896年設立，1928年關閉後又於1935年重啟，最終於1942年停運。

## 地理
加尼特所處的海拔為高於海平面1800米（即5906英呎），而該地所採用的時區為UTC-7，即北美山地時區（MST）。同時該地設有夏令時間，為UTC-7調快一小時，即UTC-6（MDT）。